# 略夫雷加特河畔奥斯皮塔莱特
略夫雷加特河畔奥斯皮塔莱特（加泰隆尼亞語： [luspitəˈlɛd də ʎuβɾəˈɣat; ˌlɔs-]），简称奥斯皮塔莱特或L'H，是加泰罗尼亚巴塞罗那省的一个市镇。总面积14平方公里，总人口239019人（2001年），人口密度17073人/平方公里。